# 睡鼠 (愛麗絲夢遊仙境)
睡鼠（英語：The Dormouse）是英國作家路易斯·卡羅的兒童奇幻小說《愛麗絲夢遊仙境》裡的一個虛構人物，在第七章〈疯狂下午茶〉中登場。

## 故事情節

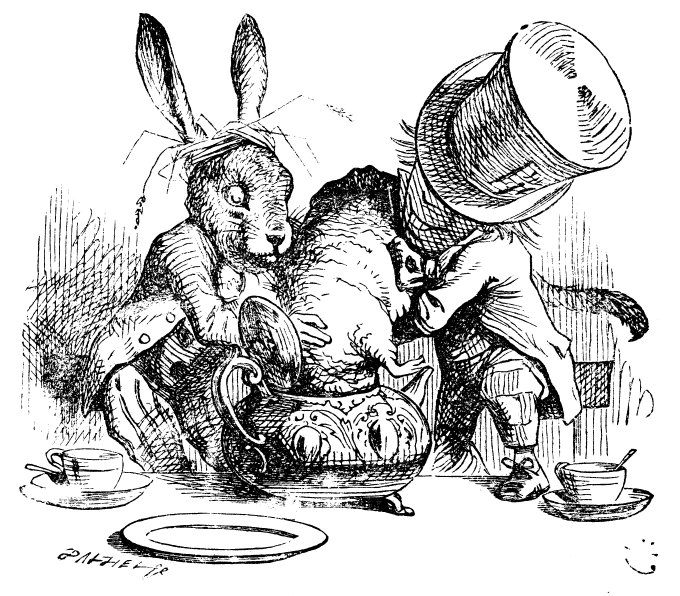
瘋帽客和三月兔努力地將睡鼠塞入茶壺裡。

第七章開頭，當愛麗絲抵達三月兔房子前的餐桌時，睡鼠正坐在瘋帽客和三月兔兩人的中間呼呼大睡，其他兩人拿牠的身體當作靠墊。
睡鼠在現場總是睡著，然後每隔一段時間醒來，例如：
「按照你的說法，」睡鼠似乎在熟睡時說：「『我睡覺的時候才呼吸』與『我呼吸的時候才睡覺』這兩句話也是一樣的喽！」
牠還講述了一個有關三個小女孩的故事，她們生活在糖漿裡，汲取各種以M字開頭的東西，例如老鼠夾（Mousetrap）、月亮（Moon）和記憶（Memory）。當愛麗絲離開這個古怪的茶會時，她最後見到瘋帽客和三月兔正試圖將熟睡的睡鼠塞進茶壺裡。
後來睡鼠又再度出現在第十一章〈誰偷了果餡餅〉中，當紅心王后與紅心國王正在法庭上詢問證人廚娘果餡餅是用什麼材料作成的時候，在後面的睡鼠貿然回答說是「蜜糖」，這回答讓王后十分震怒，揚言要砍掉牠的頭或將其趕出法庭，這隨即在法庭上造成了一番混亂。

## 靈感
在維多利亞時代，有些人習慣將睡鼠養在茶壺裡，《愛麗絲夢遊仙境》書中瘋帽客和三月兔把睡鼠塞進茶壺裡去的情節靈感就可能來自於這個背景。

## 迪士尼動畫
在迪士尼製作的1951年動畫電影《愛麗絲夢遊仙境》中，睡鼠由詹姆斯·麥克唐納飾演。就像小說裡形容的一樣，睡鼠總是昏昏欲睡。與原著不同的是，牠唱著「一閃一閃小蝙蝠」（Twinkle，Twinkle，Little Bat）的歌，而沒有講述三個小女孩的故事。牠跟原著中的老鼠一樣，在聽到「貓」這個詞就會感到驚慌失措，為了要讓牠冷靜下來，得必須在牠鼻子抹上果醬。
後來，睡鼠出現法庭上。當愛麗絲指出柴郡貓在王后的王冠上時，王后提及「貓」這個詞導致睡鼠驚慌失措，因此瘋帽客、三月兔和紅心國王不得不四處奔跑，以試圖抓住牠。

## 蒂姆·波頓的電影版本
在蒂姆·波頓執導的2010年電影改編版本中，睡鼠由女演員芭芭拉·溫德索配音。該電影將睡鼠的角色命名為麥利（Mallymkun）。這個角色有了很大的轉變，不再像原著裡那樣昏昏欲睡，而是成為一個勇敢的女劍客，她的武器是瘋帽客給的頂針。
麥利是成年的愛麗絲·金斯利來到仙境後首度遇見的生物之一，當巨熊怪（Bandersnatch）追逐眾人時，她拔出了巨熊怪的眼睛以幫助愛麗絲逃走。在與紅心王后軍隊的戰爭當中，她用頂針弄瞎了敵方賈霸鳥（Jubjub bird）的眼睛。
睡鼠麥利也出現在該片的2016年續集中。

## 其他改編
- 在1985年的電視電影《愛麗絲夢遊仙境》裡，睡鼠由亞提·約翰遜飾演[5]。由於牠在瘋狂茶會上很少活動，愛麗絲一度把牠誤認為是一隻毛絨玩具。
- 在電視劇《Adventures in Wonderland》中，由約翰·洛夫萊迪（John Lovelady）飾演[5]。

## 外部連結
- 互联网电影数据库上睡鼠的资料（英文）